# Jamagucsi prefektúra
Jamagucsi prefektúra ( 山口県; Hepburn: Yamaguchi-ken) japán közigazgatási egység, az ország 47 prefektúrájának egyike. Honsú szigetén található Csúgoku régióban. A fővárosa Jamagucsi, ám  legnagyobb városa Simonoszeki.